# Astrid Lindgrens berg

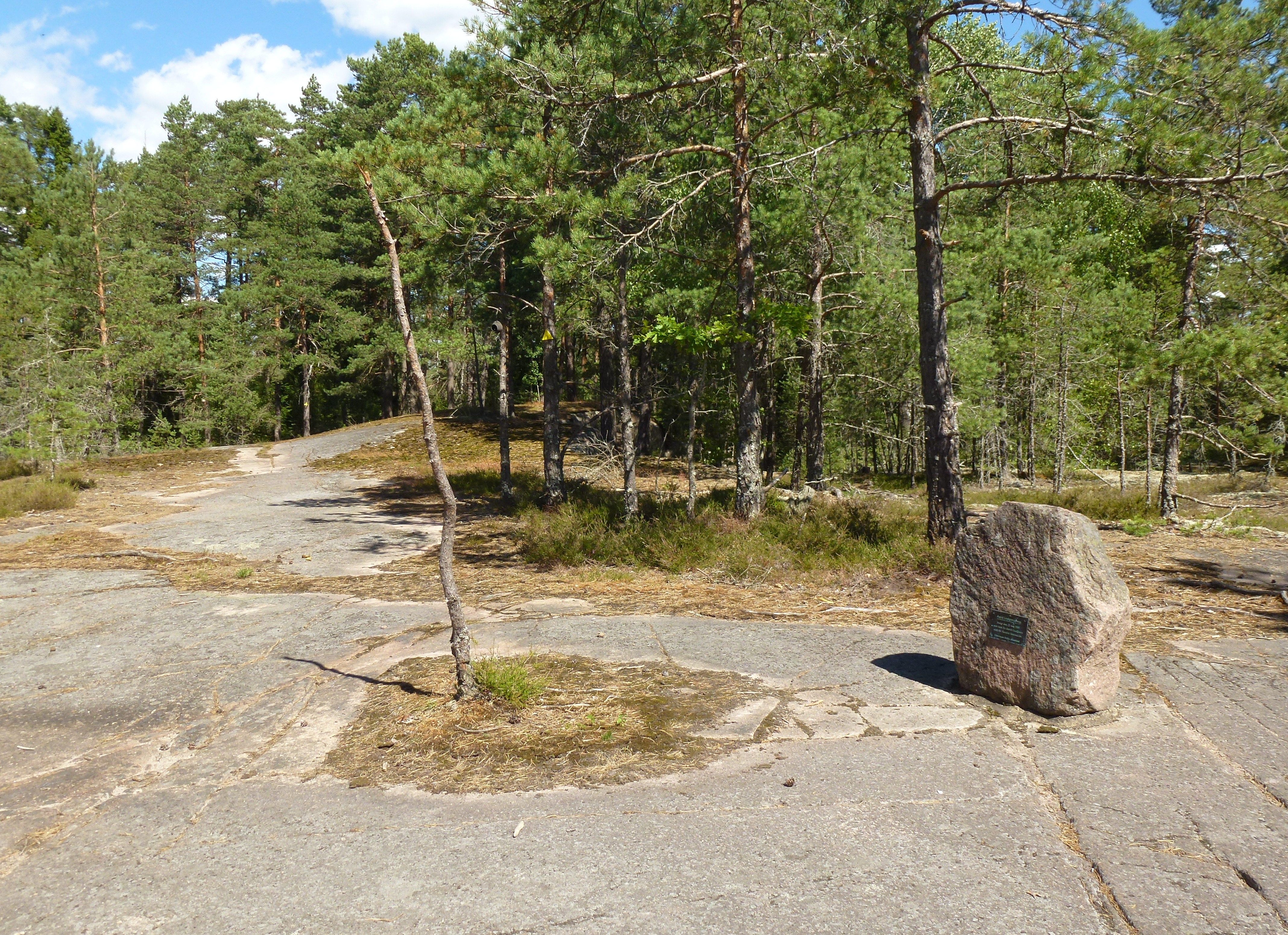
Astrid Lindgrens berg och minnessten.

Astrid Lindgrens berg ligger i Hansta naturreservat i norra Stockholm. Berget uppkallades 1989 efter författaren Astrid Lindgren för hennes engagemang att bevara Hanstas natur- och kulturvärden.

## Bakgrund
Sedan 1960-talet gjordes upprepade försök att bebygga Hansta med bostadshus och centrumanläggning. På grund av omfattande protester skrinlades samtliga planer för det som skulle bil det nya "Järva City". År 1982 köpte Stockholms stad området av Sollentuna kommun. I samband med det fick fem arkitektkontor rita förslag, området planerades för 20 000 invånare, 7 500 lägenheter samt arbetsplatser och service. Kritiken blev på nytt stor mot dessa planer, och även det projektet lades ner. En person som engagerade sig i kampanjen "Rädda Hansta" var Astrid Lindgren. Kampanjen gick ut på att adoptera träd för att undvika att dessa fälls inför den planerade exploateringen av Hansta. I december 1999 bildades Hansta naturreservat med syfte "att för framtiden bibehålla och vårda ett natur- och kulturlandskap samt friluftsområde så att Järvafältets samlade natur- och kulturkvaliteter stärks".

## Berget och minnesstenen
Berget består av två toppar på 55 meters höjd. På den östra berghällen står en minnessten av röd granit som restes den 21 maj 1989. Minnesstenen bär Lindgrens namnteckning och en kopparskylt med texten: "Invigd den 21 maj 1989 som tack för Astrid Lindgrens stöd för Hanstas bevarande – Föreningen Rädda Järvafältet".

## Bilder

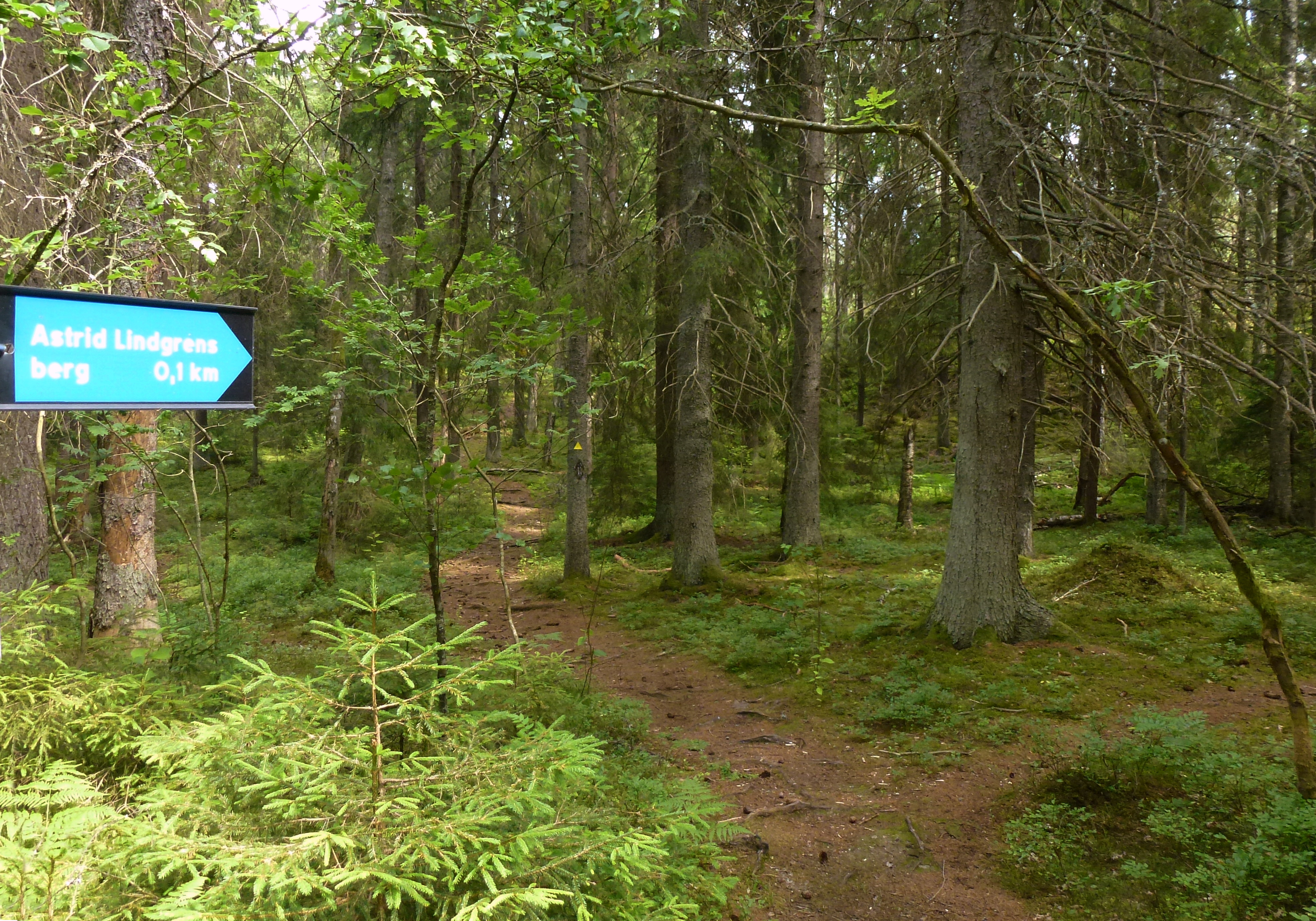
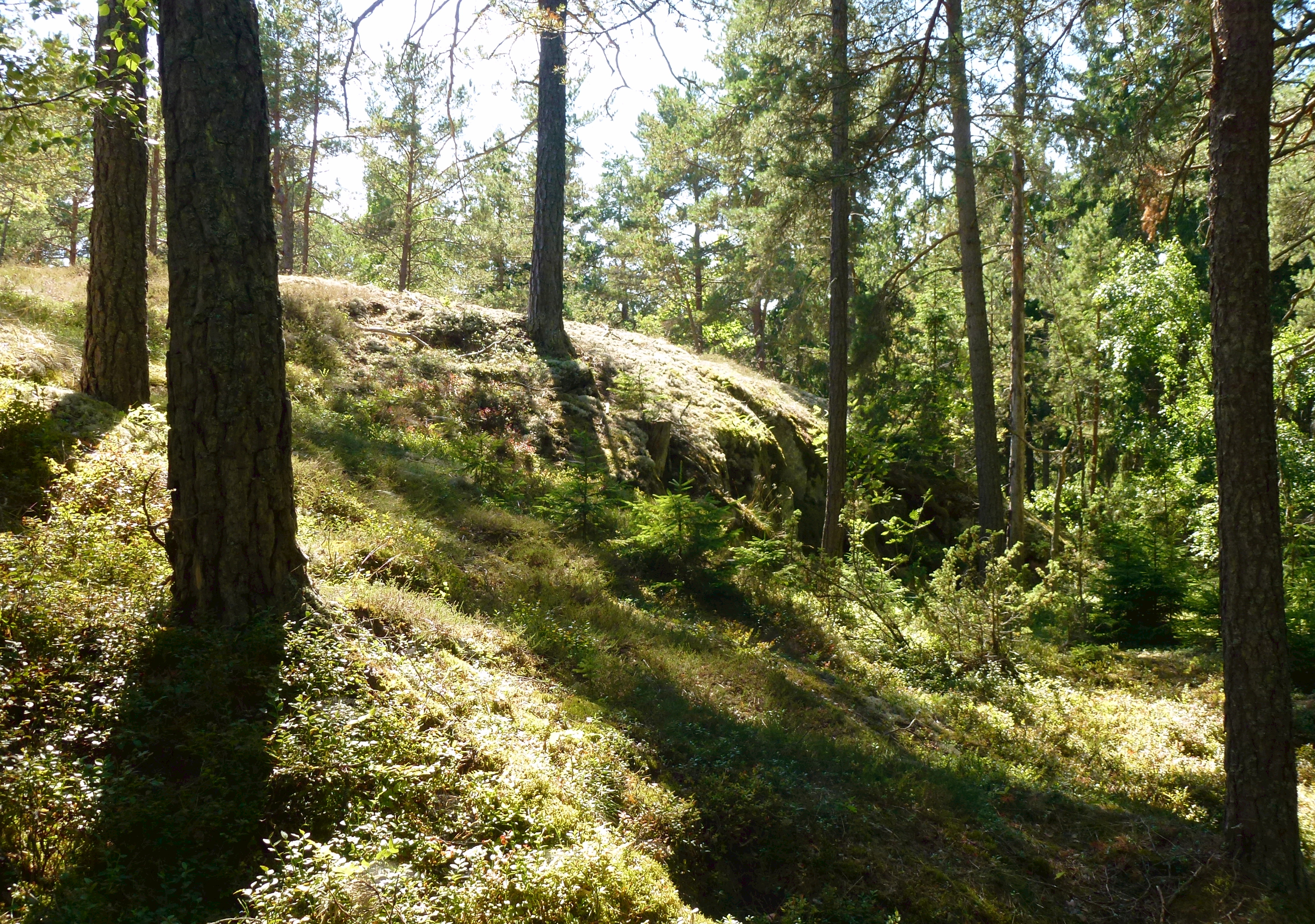
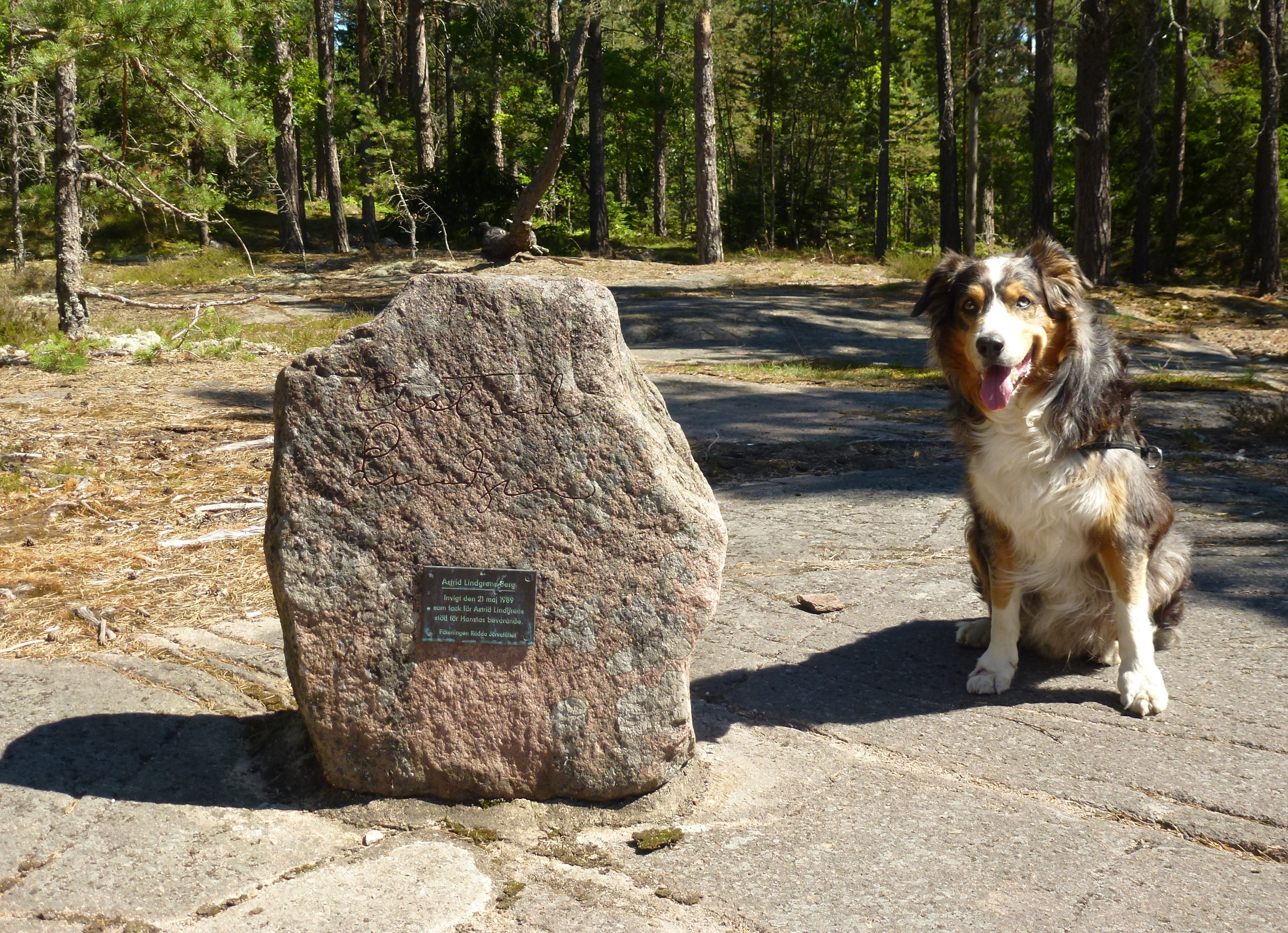
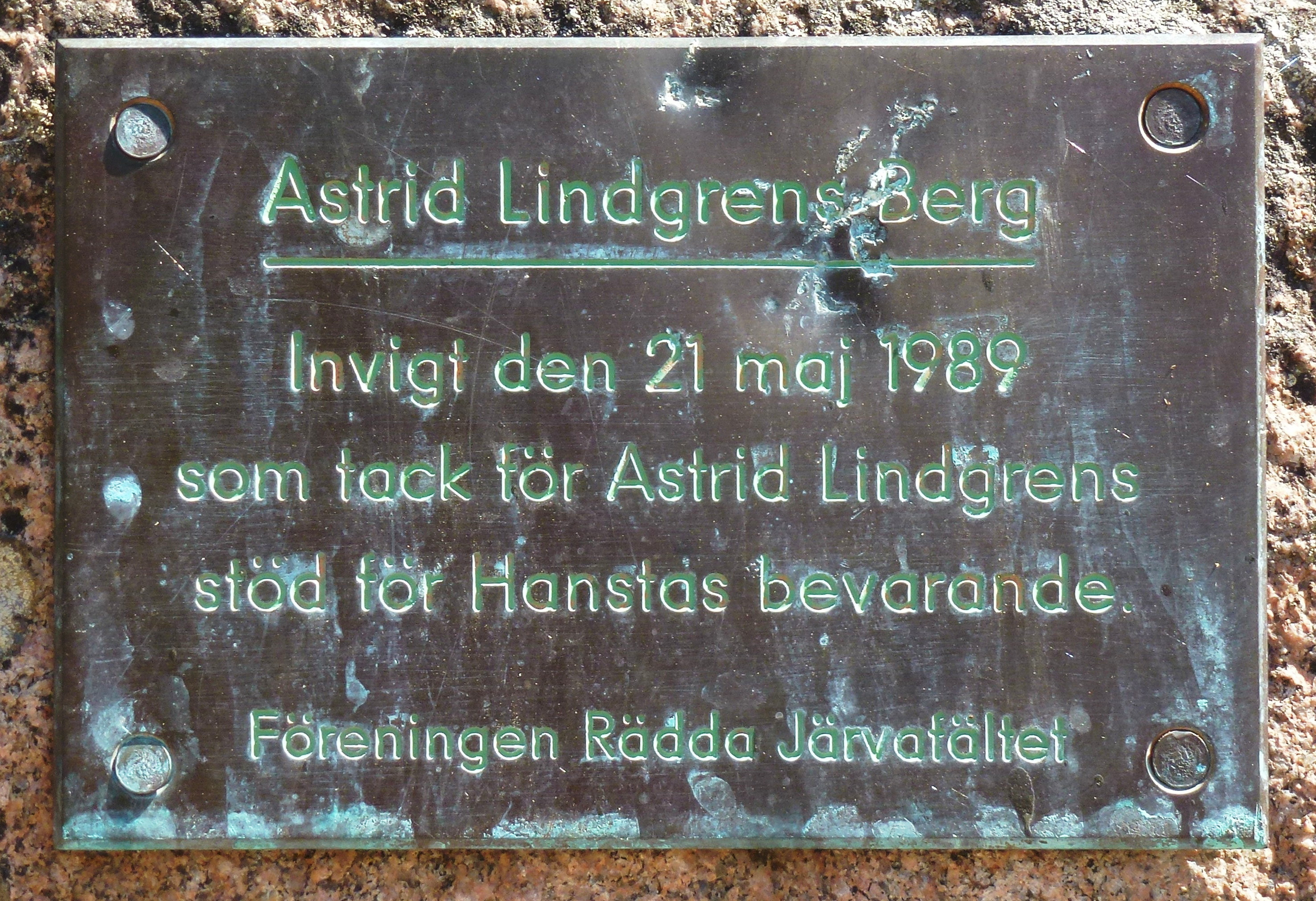